# Parknål
Parknål (Chaenotheca hispidula) är en lavart som först beskrevs av Erik Acharius, och fick sitt nu gällande namn av Alexander Zahlbruckner. Parknål ingår i släktet Chaenotheca och familjen Coniocybaceae.  Arten är reproducerande i Sverige. Inga underarter finns listade i Catalogue of Life.